# المرض بالوهم (فلم)
المرض بالوهم ( بالإنجليزية :Nocebo ) هو فيلم إثارة نفسي فلبيني أيرلندي من إخراج لوركان فينيجان من سيناريو غاريت شانلي و بطولة إيفا جرين ومارك سترونج وتشاي فوناسير.

## ملخص
تعاني مصممة أزياء من مرض غامض يحير أطبائها ويحبط زوجها، حتى تصل المساعدة في صورة مقدمة رعاية فلبينية، تستخدم العلاج الشعبي التقليدي لكشف حقيقة مروعة.

## إنتاج
بدأ التصوير الرئيسي في 1 فبراير 2021، في دبلن، أيرلندا.

## روابط خارجية
نوسيبو